# Megla v avgustu
Megla v avgustu (nemški naslov Nebel im August) je roman iz leta 2008, ki ga je napisal Robert Domes. Zgodba govori o štirinajstletnem fantu Ernstu Lossi, pripadniku Jenišev, ki so ga nacisti ubili z evtanazijo. 

## Ozadje
Leta 2002 je Domes začel preučevati življenje resničnega dečka Ernsta Losse, pripadnika nomadskega plemena Jenišev, ki so se selili po južni Nemčiji. Ernst je bil leta 1933 ločen od svojih staršev, zaradi česar so ga leta 1942 kot siroto poslali v sirotišnico. Kasneje so ga iz sirotišnice prestavili v mladinski center za pridržanje, na koncu pa, pri starosti dvanajst let, v psihiatrično bolnišnico. Tam so ga leta 1944, pri starosti 14 let, ubili s smrtno dozo morfija in skopolamina. Ernst je tako postal ena od več kot 200.000 žrtev otroške evtanazije v Tretjem Rajhu.